# خانه شریعتمدار
خانه شریعتمدار مربوط به اواخر دوره قاجار -اوایل دوره پهلوی است و در سبزوار، داخل شهر واقع شده و این اثر در تاریخ ۲۴ فروردین ۱۳۸۲ با شمارهٔ ثبت ۸۲۶۱ به‌عنوان یکی از آثار ملی ایران به ثبت رسیده است.